# Franse parlementsverkiezingen 1919
Op 16 en 30 november 1919 werden er in Frankrijk parlementsverkiezingen gehouden die werden gewonnen door de centrum- en centrumrechtse partijen. Het waren de eerste verkiezingen na de Eerste Wereldoorlog.

## Vervangingkiessysteem
In 1919 werd voor het eerst gebruikgemaakt van het systeem van evenredige vertegenwoordiging per departement ter vervanging van het tweerondenkiessysteem dat sinds 1889 bestond.

## Verkiezingen
In aanloop naar de verkiezingen bleek dat linkse elementen binnen de socialistische SFIO zich scherp kantten tegen een verdere samenwerking met de burgerlijke partijen. De gematigde partijleiding wilde een scheuring binnen de partij voorkomen en in april 1919 werd een lijstverbinding of nauwe samenwerking met burgerlijke partijen - zoals voorheen bijvoorbeeld met de Parti Radical-Socialiste - uitgesloten. Deze beslissing isoleerde de links-liberale Parti Radical-Socialiste (PRS) - op dat moment te links voor samenwerking met de centrum- en centrumrechtse partijen - die tot dan toe hadden gehoopt op voortzetting van de samenwerking met SFIO voort te kunnen zetten.
De gematigde en conservatieve republikeinse partijen en de liberale rooms-katholieken, die geschokt waren door de Russische Revolutie en de groeiende invloed van de socialisten en communisten in Frankrijk, zochten toenadering tot de nationalisten, de traditionalisten, en zelfs tot antiparlementaristische groepen om een gezamenlijk front te vormen tegen het "bolsjewisme." Dit resulteerde in de vorming van het Bloc National (Nationaal Blok), dat werd gedomineerd door de Parti Républicain Démocratique (PRD) en de Fédération Républicaine (FR). De Radicaux Indépendants (RI), bestaande uit voormalige leden van de PRS die tegenstanders waren van samenwerking met de socialisten.
De campagne was vrij hard, voornamelijk van de zijde van het Bloc National die in vrij hysterische pamfletten waarschuwde voor het "bolsjewisme" van SFIO en Franse (patriottische) waarden te propageren. 44% Van de kandidaten op de kieslijsten van de partijen van Bloc waren veteranen die tijdens de Eerste Wereldoorlog tegen de vijand hadden gestreden, iets wat aansloeg bij de Franse kiezer. De verkiezingen verliepen voor het Bloc dan ook zeer succesvol, terwijl de door het Bloc "pacifisten" genoemde socialisten een nederlaag leden. SFIO verloor 34 zetels ten opzichte van de parlementsverkiezingen van 1914. De geïsoleerde radicaal-socialisten verloren het meest: 105 zetels. De kleine Parti Républicain-Socialiste (RS) was de enige linkse partij die vooruitgang boekte, +2 zetels.
De nieuwe Kamer van Afgevaardigden (Chambre des Députés) kleurde bleu (blauw), de kleur van het conservatieve liberalisme in Frankrijk, en men sprak dan ook van een Chambre bleu horizon ("Kamer van de blauwe horizon").
De uitslag zorgde ervoor dat Frankrijk tot de verkiezingen van 1924 werd geregeerd door bleu horizon-regeringen.

### Uitslag
- Kiesgerechtigden: 11.604.322

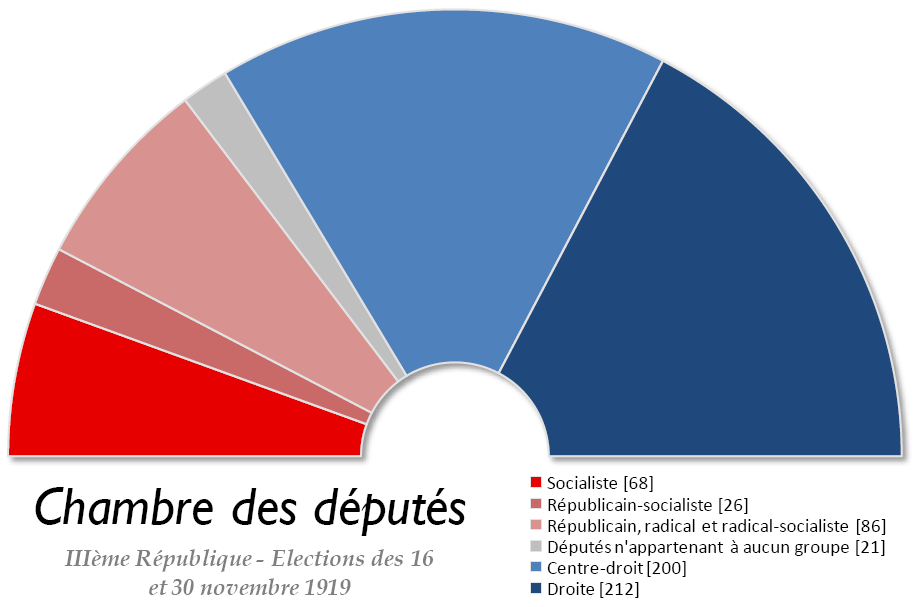
Verkiezingsuitslag

- Uitgebrachte stemmen: 8.148.090 (74%)
- Niet-stemmers: 26%

| Partij                                               | stemmen   | %      |
| ---------------------------------------------------- | --------- | ------ |
| Bloc National (Nationaal Blok)                       | 4.353.025 | 53,42% |
| Democratisch Republikeinse Unie (URD)                | 1.819.691 | 22,33% |
| Onafhankelijken en Conservatieven                    | 1.139.794 | 13,99% |
| Linkse Republikeinen (RG)                            | 889.177   | 10,99% |
| Onafhankelijke Radicalen (RI)                        | 504.363   | 6,19%  |
| Anderen                                              |           |        |
| Franse Sectie van de Arbeiders Internationale (SFIO) | 1.728.663 | 21,22% |
| Radicaal-Socialistische Partij (PRS)                 | 1.420.381 | 17,43% |
| Republikeins-Socialistische Partij (RS)              | 283.001   | 3,47%  |
| Onafhankelijke Socialisten                           | 147.053   | 1,80%  |
| Oud-strijders                                        | 128.004   | 1,57%  |
| Overigen                                             | 87.963    | 1,08%  |

Zetelverdeling in de Kamer van Afgevaardigden
| Affiliatie               | Parlementaire groep                    | zetels |
| ------------------------ | -------------------------------------- | ------ |
| Links                    | Parti Socialiste (SFIO)                | 68     |
| Links                    | RS                                     | 26     |
| Centrumlinks             | PRS                                    | 86     |
| Centrumrechts            | Gauche Républicaine Démocratique (PRD) | 93     |
| Centrumrechts            | Action Républicaine et Sociale (PRD)   | 46     |
| Centrumrechts            | Républicains de Gauche (PRD)           | 161    |
| Rechts                   | Union Républicaine Démocratique (FR)   | 183    |
| Onafhankelijken (rechts) | IR                                     | 29     |
| Overigen                 | -                                      | 21     |

## Voetnoten
1. ↑  Uiteindelijk werd na de verkiezingen wel besloten tot samenwerking met de rechtse socialisten (Parti Républicain-Socialiste).